# Брод (Великолукский район)
Брод — деревня в Великолукском районе Псковской области России. Входит в состав сельского поселения «Пореченская волость».
Расположена на юге волости (севернее озера Глыбай), в 48 км к югу от райцентра Великие Луки и в 14 км к юго-востоку от волостного центра Поречье.

## Население
Численность населения деревни на 2000 год составляла 1 житель, на 2010 год постоянные жители отсутствовали.

## История
До 2005 года деревня входила в состав ныне упразднённой Урицкой волости.